# Frenesia dell'estate
Frenesia dell'estate è un film del 1964 diretto da Luigi Zampa. Pur non essendo una vera e propria pellicola a episodi, è  articolata su diverse trame indipendenti, secondo la tradizione della commedia all'italiana degli anni sessanta.

## Trama
Nel pieno della stagione estiva a Viareggio, l'attempato Marcello, nobile decaduto e indossatore, non ritenuto più all'altezza di sfilare in abiti giovanili dalla compagna e datrice di lavoro Alba, corteggia per ripicca, ricambiato, la giovanissima Foschina, sorella dell'amico Manolo, rincontrato per caso sulla riviera.
Manolo, istruttore di nuoto e seduttore delle turiste straniere che affollano le spiagge della Versilia, tenta senza successo di organizzare una pubblicità aerea con la collaborazione dell'amico pilota Cittelli. Sul lungomare lavora Yvonne, venditrice ambulante di dolci che seduce Francisco, ciclista di scarso successo che alla fine resterà con lei.
Manolo ha una seconda sorella, Selena, fidanzata con Nardoni, rigido militare attratto, suo malgrado, dalla ballerina francese Gigì, che crede un travestito; impaurito dalla situazione, Nardoni alla fine decide di sposarsi, salvo poi scoprire che Gigì è in realtà una donna. Foschina ritorna dal fidanzato dopo aver scoperto la professione di Marcello, tornato da Alba che minacciava di licenziarlo. Tutte le storie trovano, a loro modo, un lieto fine.

## Produzione
La sceneggiatura è firmata da più autori, fra cui Age e Scarpelli, Leonardo Benvenuti, Piero De Bernardi e Mario Monicelli.

## Critica
Dal quotidiano l'Avanti! del 6 febbraio 1964: «Gli attori sono tutti o quasi esperti, quindi il regista non ha certo faticato con loro. Né per la verità deve aver faticato nella direzione del film nel suo complesso».

## Incassi
Incasso accertato sino a tutto il 30 giugno 1965: lire 455.309.472